# Jørgen Bentzon
Jørgen Liebenberg Bentzon (ur. 14 lutego 1897 w Kopenhadze, zm. 9 lipca 1951 w Hørsholm) – duński kompozytor.

## Życiorys
Był kuzynem kompozytora Nielsa Viggo Bentzona i flecisty Johana Svenda Bentzona. Studiował w Kopenhadze u Carla Nielsena (1915–1917) oraz w Lipsku u Sigfrida Karg-Elerta (1920–1921). Ukończył także studia prawnicze i podjął pracę w duńskim Ministerstwie Sprawiedliwości, pełnił też funkcję pisarza sądowego w duńskim Sądzie Najwyższym. Od 1927 do 1930 roku przewodniczył duńskiej sekcji Międzynarodowego Towarzystwa Muzyki Współczesnej. W latach 1934–1936 był przewodniczącym Duńskiego Stowarzyszenia Muzyków. W 1931 roku wspólnie z Finnem Høffdingiem założył szkołę muzyczną, której do 1946 roku był współdyrektorem.

## Twórczość
Nawiązywał do dorobku Carla Nielsena i Paula Hindemitha, prezentując postawę antyromantyczną. Ważne miejsce w jego twórczości zajmuje muzyka kameralna, w której stosował specyficzną technikę polifoniczną, polegającą na łączeniu różnych pod względem wyrazowych linii melodycznych, pozbawioną imitacji. Starał się zachować balans między klasyczną równowagą w konstrukcji dzieła a rysami lirycznymi. Tworzył muzykę zrozumiałą dla szerokiej publiczności, świadomie trzymając się prostego stylu, wolnego od elementów języka muzycznego typowych dla muzyki współczesnej.

## Wybrane kompozycje
(na podstawie materiałów źródłowych)

### Utwory orkiestrowe
- Uwertura koncertowa (1923)
- Folkevisevariationer na orkiestrę szkolną (1928)
- Trio symfoniczne na 3 grupy instrumentalne (1929)
- uwertura Fotomontage (1934)
- Intermezzo Espressivo na obój, klarnet, róg, fagot, smyczki i perkusję (1935)
- Wariacje na orkiestrę kameralną (1935)
- Cyklevise-Rhapsody (1936)
- Sinfonia seria na orkiestrę szkolną (1937)
- Sinfonia buffa na orkiestrę szkolną (1939)
- 2 symfonie (I 1940, II 1947)
- Koncert klarnetowy (1941)
- Sinfonietta na smyczki (1943)

### Utwory kameralne
- 5 kwartetów smyczkowych (1921–1928)
- Trio smyczkowe (1921)
- Trio na instrumenty blaszane (1924)
- Sonatina na flet, klarnet i fagot (1924)
- Variazioni interrotti na klarnet, fagot i trio smyczkowe (1925)
- Sonata na fagot, skrzypce i altówkę (1926)
- Duo na skrzypce i wiolonczelę (1927)
- Intermezzo na skrzypce i klarnet (1933)
- Racconti 1–6 na 3–5 instrumentów (1935–1950)

### Utwory fortepianowe
- Wariacje (1921)
- Sonata (1946)

### Utwory wokalno-instrumentalne
- En romersk Fortaelling na solistów, chór i fortepian (1937)
- Mikrofoni I na baryton, flet i trio fortepianowe (1939)

### Opera
- Saturnalia (wyst. Kopenhaga 1944)